# Пичилейка
Пичилейка — село в Сосновоборском районе Пензенской области России. Административный центр Пичилейского сельсовета.

## География
Село находится в восточной части Пензенской области, в пределах Приволжской возвышенности, в лесостепной зоне, на расстоянии примерно 12 километров (по прямой) к северо-западу от Сосновоборска, административного центра района. Абсолютная высота — 242 метра над уровнем моря.

### Климат
Климат характеризуется как умеренно континентальный, с холодной продолжительной зимой и тёплым летом. Средняя температура воздуха самого тёплого месяца (июля) — 19 °C (абсолютный максимум — 39 °C); самого холодного (января) — −13 °C (абсолютный минимум — −46 °C). Среднегодовое количество атмосферных осадков варьируется от 480 до 627 мм, из которых большая часть выпадает в тёплый период. Снежный покров держится в течение 150—160 дней.

### Часовой пояс
Село Пичилейка, как и вся Пензенская область, находится в часовой зоне МСК (московское время). Смещение применяемого времени относительно UTC составляет +3:00.

## Население
| 1864 | 1877 | 1897  | 1911  | 1926 | 1930 | 1939 |
| ---- | ---- | ----- | ----- | ---- | ---- | ---- |
| 629  | ↗769 | ↗1059 | ↗1176 | ↘952 | ↗979 | ↘562 |
| 1959 | 1979 | 1989  | 1996  | 2002 | 2010 |      |
| ↗629 | ↘451 | ↘362  | ↗374  | ↘308 | ↘199 |      |

### Национальный состав
Согласно результатам переписи 2002 года, в национальной структуре населения мордва составляла 89 % из 308 чел.